# 10020 Bagenal
10020 Bagenal è un asteroide della fascia principale. Scoperto nel 1979, presenta un'orbita caratterizzata da un semiasse maggiore pari a 3,1263114 UA e da un'eccentricità di 0,0689650, inclinata di 4,83349° rispetto all'eclittica.
L'asteroide è dedicato a Frances Bagenal, astronomo membro dello staff scientifico delle missioni Voyager, Galileo e New Horizons.